# Josef Barth (Fassmaler)

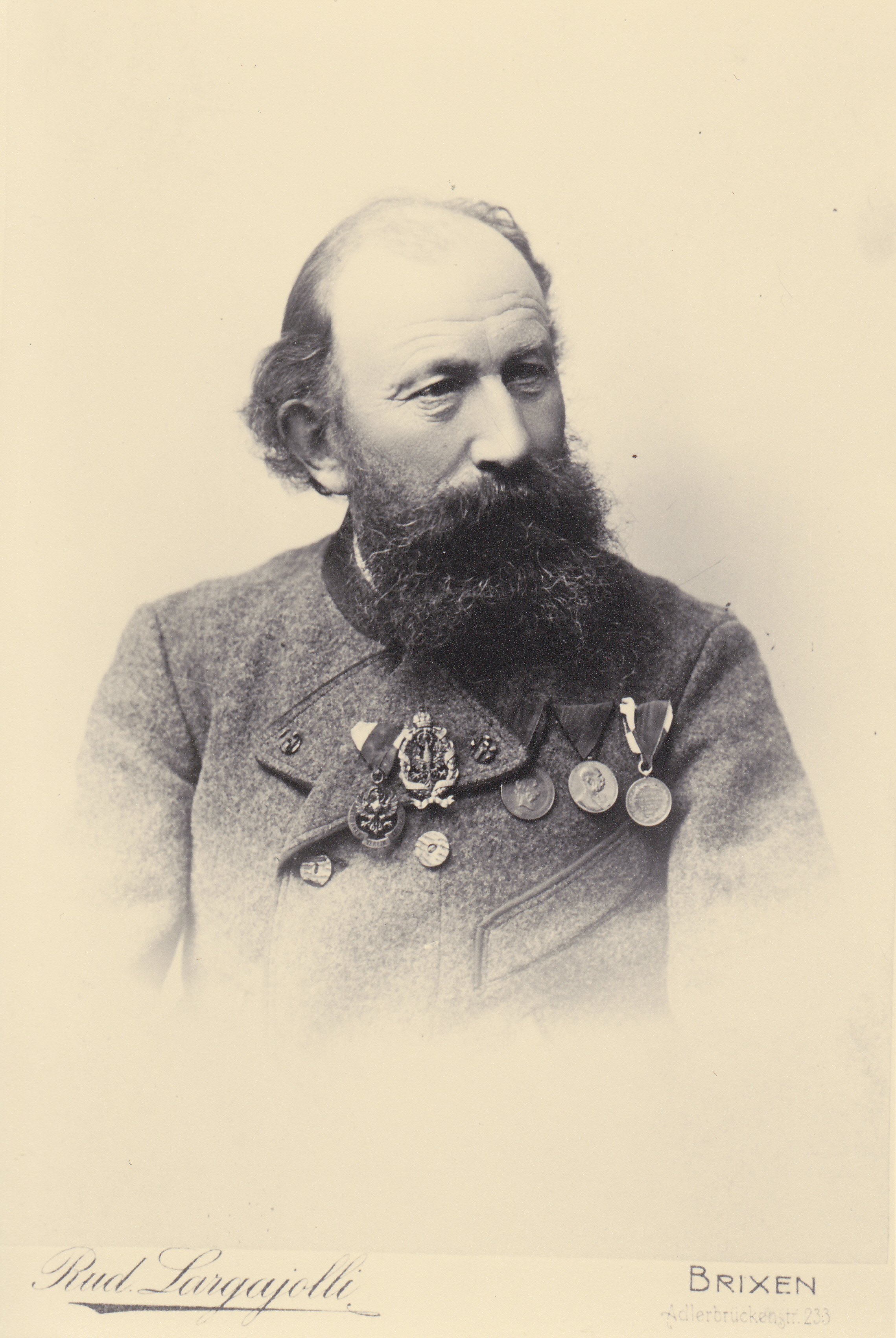
Porträt des Künstlers

Josef Barth (auch Josef Bart; * 17. März 1842 in Fronsburg, Kaisertum Österreich; † 20. Oktober 1916 in Brixen) war ein Fassmaler, Vergolder und Restaurator in Südtirol.

## Leben
Josef Barth erfuhr seine Ausbildung als Fassmaler und Vergolder in Wien. In den 1860er Jahren wanderte er nach Südtirol aus, wo er zunächst bei Haselwander in Bozen arbeitete und 1864 sich in Brixen niederließ. In der Kunst- und Industrie-Ausstellung 1878 in Innsbruck stellte er einen Altar aus. 1866 nahm er in einer Schützeneinheit an dem Krieg gegen Italien teil.
Um 1870 wurde er nach Gröden berufen und dort lernte er Maria Elisabeth Sanoner, die Schwägerin des Kunstmalers Josef Moroder-Lusenberg kennen, die er am 21. Juni 1875 heiratete. Aus der Ehe gingen neun Kinder hervor, drei davon erlernten das Tischlerhandwerk. Sein Bruder Johann Barth (1847–1911), der Möbeltischler war, heiratete auch eine Grödnerin – Amalia Metz.

## Werke

Altarraum der Pfarrkirche St. Ulrich in Gröden zur Erscheinung des Herrn.
Bogen mit den Symbolen der Passion Christi in der Pfarrkirche St. Ulrich in Gröden
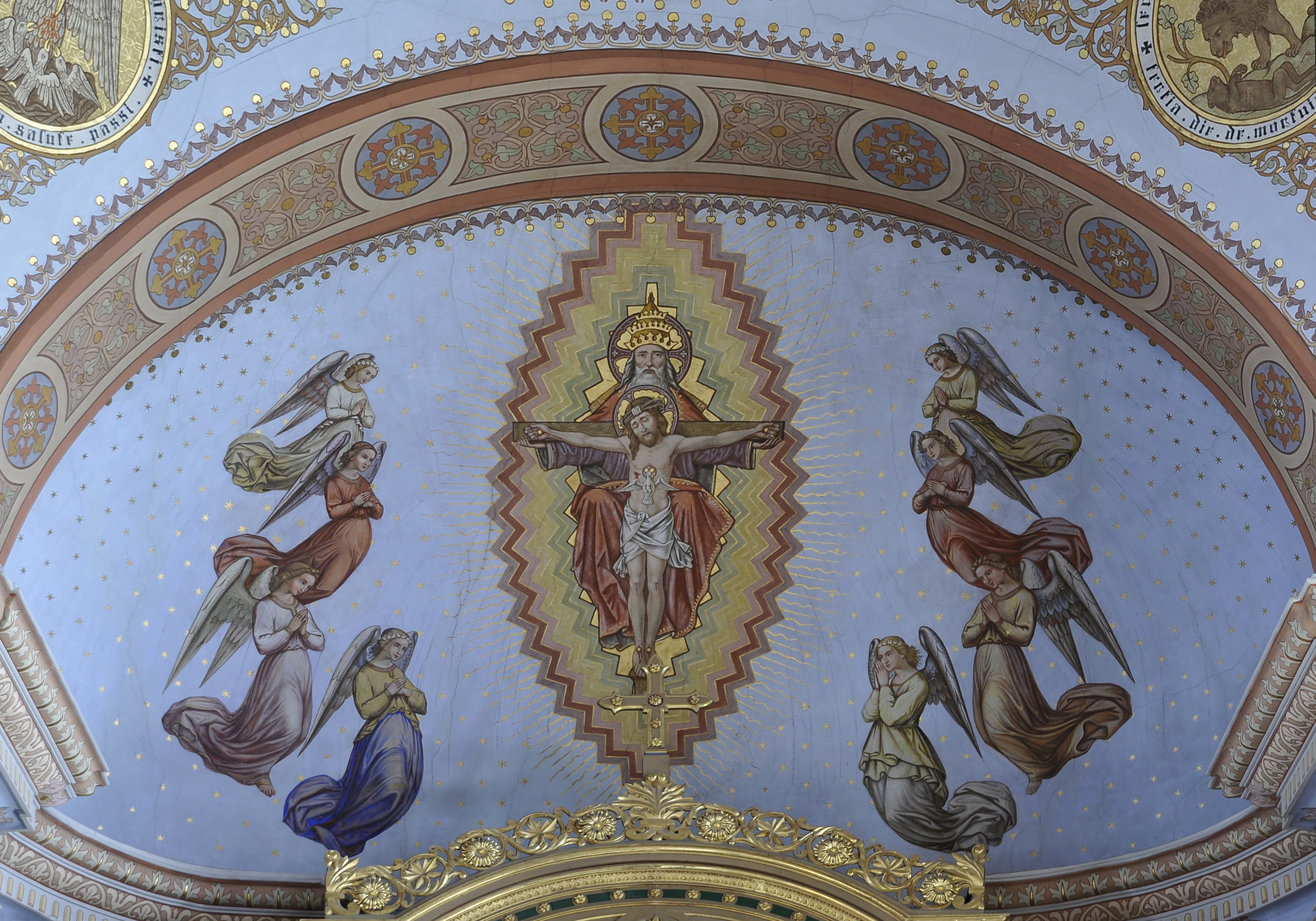
Gemälde von Gnadenstuhl mit Engel in der Pfarrkirche St. Ulrich in Gröden
Die von Josef Barth gefasste und vergoldete Kanzel der Pfarrkirche St. Ulrich

- 1870 Restaurierung der Antoniuskirche in St. Ulrich in Gröden.
- 1870 Weitläufige Ausschmückung der Pfarrkirche St. Ulrich in Gröden in neuromanischem Stil.
- 1870 Fassung und Vergoldung der von Ferdinand Demetz erstellten Kanzel in der Pfarrkirche St. Ulrich in Gröden.
- 1877 Innendekoration der gesamten Kirche in Margreid.
- um 1880 verschiedene Werke in der Kirche von Tils bei Brixen.
- 1884–1885 Arbeiten am Hauptaltar und Seitenaltären in Luttach
- 1890 Dekorierung des Chores in Deutschnofen.
- 1890 Fassung des Altars und Dekorationen in Pens.

## Literatur

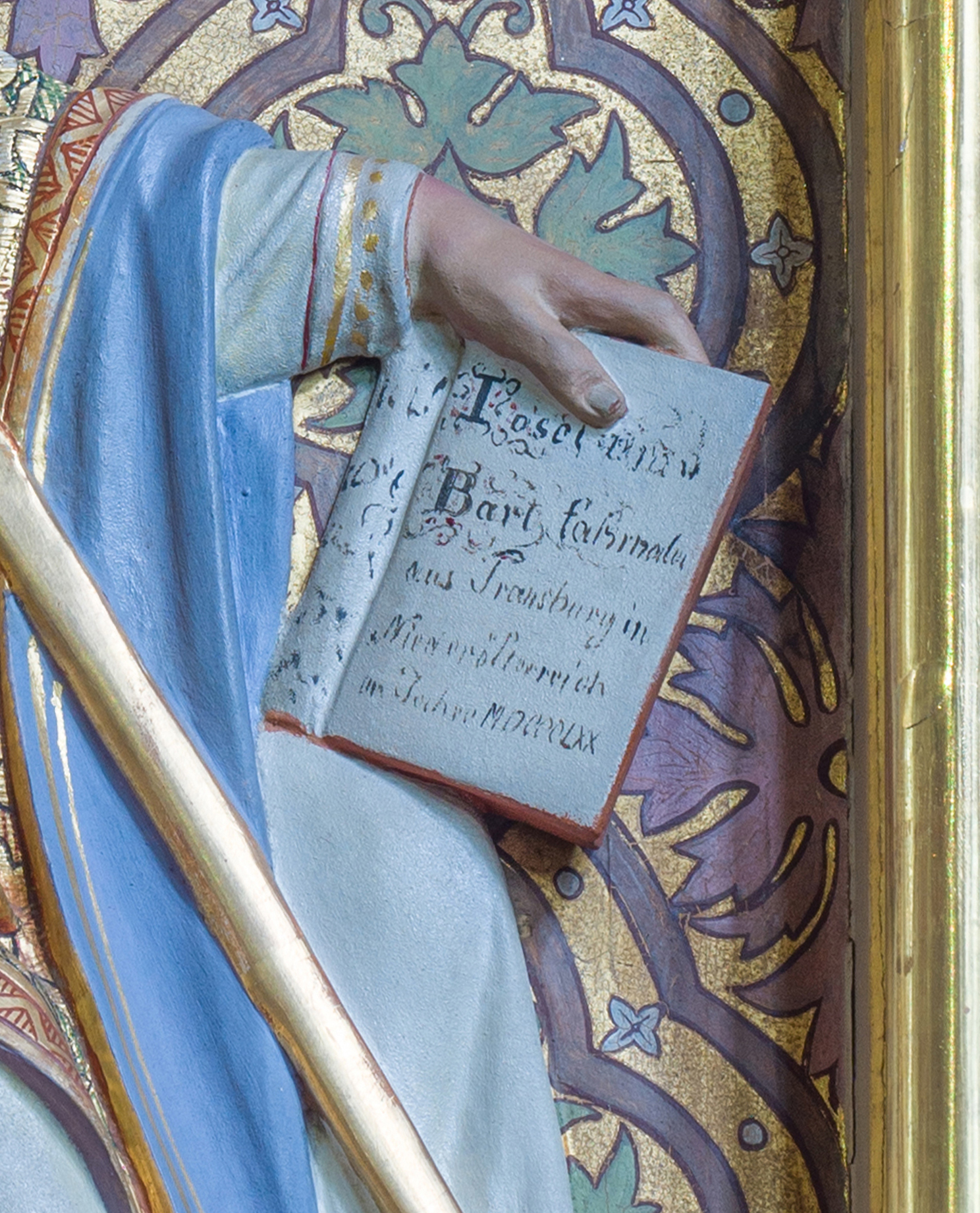
Signatur des Josef Barth an der von ihm gefassten Kanzel der Pfarrkirche St. Ulrich in Gröden